# Uranotaenia longirostris
Uranotaenia longirostris är en tvåvingeart som beskrevs av George Frederick Leicester 1908. Uranotaenia longirostris ingår i släktet Uranotaenia och familjen stickmyggor. Inga underarter finns listade i Catalogue of Life.